# Тильская галерея
Тильская галерея, или Галерея Тиля (швед. Thielska galleriet) — художественный музей на парковом острове Юргорден в центре Стокгольма (Швеция). В галерее находится художественная коллекция шведского финансиста и коллекционера Эрнеста Тиля, состоящая в основном из шведской живописи начала 1900-х годов, в том числе работы шведских художников Бруно Лильефорса, Эрнста Юсефсона, Эжена Янсона, Карла Ларссона, Августа Стриндберга и Андерса Цорна, а также зарубежных художников, таких как Эдвард Мунк, Поль Гоген и Анри де Тулуз-Лотрек. В галерее широко представлены работы членов Ассоциации художников начала XX века. Коллекция работ Эдварда Мунка — одна из крупнейших за пределами Норвегии. Здание Тильской галереи, вилла Эолскулле, было спроектировано архитектором Фердинандом Бобергом для Тиля и завершено в 1907 году. Вилла расположена в Королевском национальном городском парке. В 1924 году Тиль продал здание, коллекцию произведений искусства и всю обстановку государству. Галерея Тиля открылась как музей 7 января 1925 года. Музеем управляет фонд Тильской галереи, основанный в 1924 году. В каталоге галереи Тиля за 2010 год представлено чуть более 300 картин, а также примерно такое же количество эскизов и рисунков и меньшее количество скульптур. Со времён Тиля коллекция галереи Тиля также значительно расширилась, в основном за счёт пожертвований.

## Архитектура

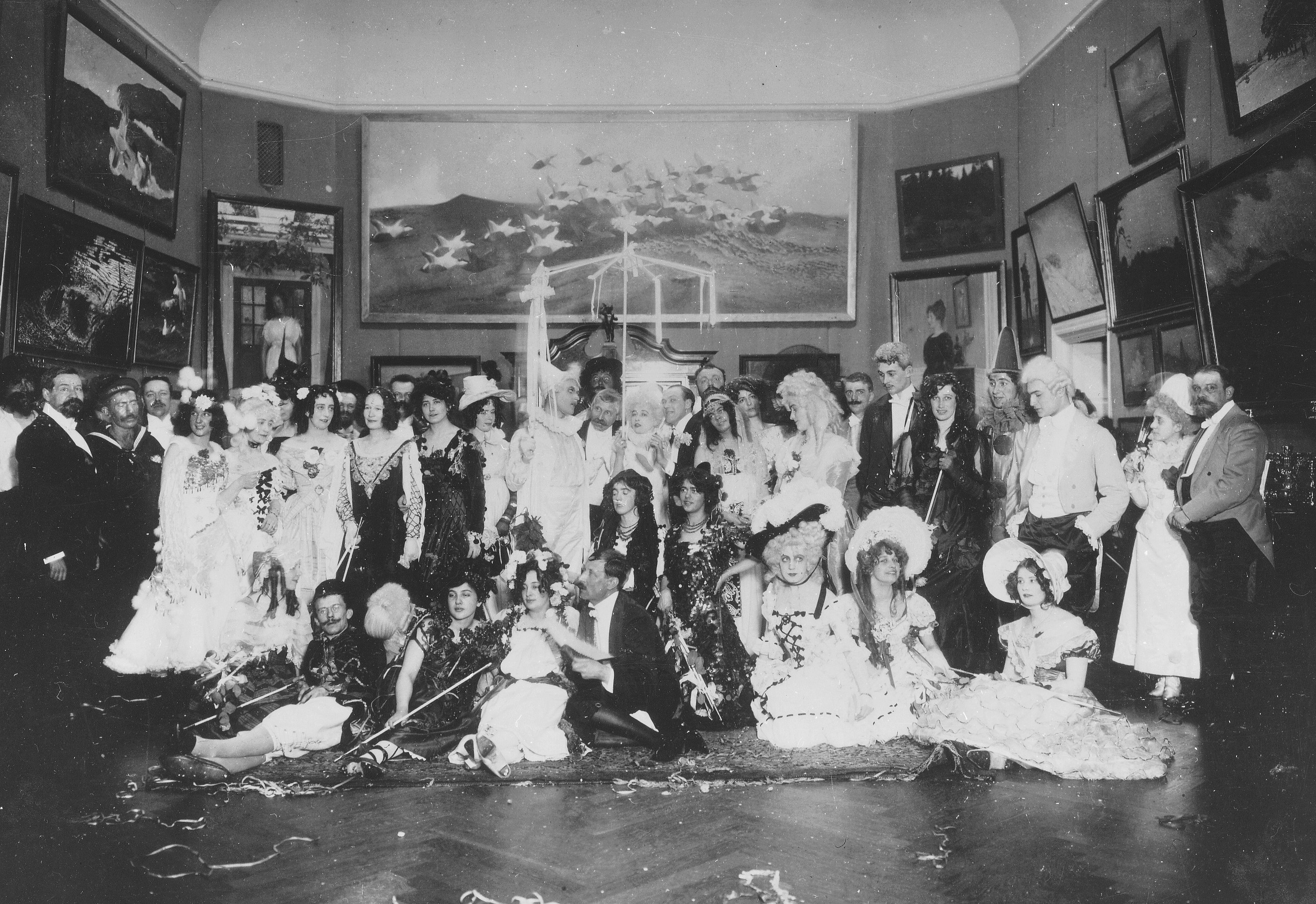
Инаугурационная вечеринка в марте 1907 года.

Галерея расположена в вилле Эолскулле, построенной Эрнестом Тилем и его семьёй в качестве резиденции. Дом расположен на самой высокой точке района острова Юргорден Блокхусудден (Эолскулле), и был спроектирован архитектором Фердинандом Бобергом в стиле модерн с белыми фасадами. Первая очередь строительства была завершена в 1905 году.
Когда Тиль переехал в дом в 1905 году, стало ясно, что дом слишком мал для постоянно растущей коллекции Тиля, и Боберг немедленно получил заказ на расширение к востоку. В нём появились дополнительные комнаты для семьи и прислуги, а также великолепный зал, который сегодня называется комнатой Мунка. Торжественное открытие состоялось в марте 1907 года. С тех пор здание неоднократно перестраивалось и модернизировалось.
В 1960-х годах фасады были оштукатурены серым бетоном, и здание утратило большую часть своего былого блеска. Во время реставрации в 1999 году была поставлена задача максимально приблизить здание к его первоначальному виду. В 2004—2005 годах Шведское управление по имуществу провело внутреннюю реконструкцию галереи. С 1958 года галерея является памятником архитектуры.

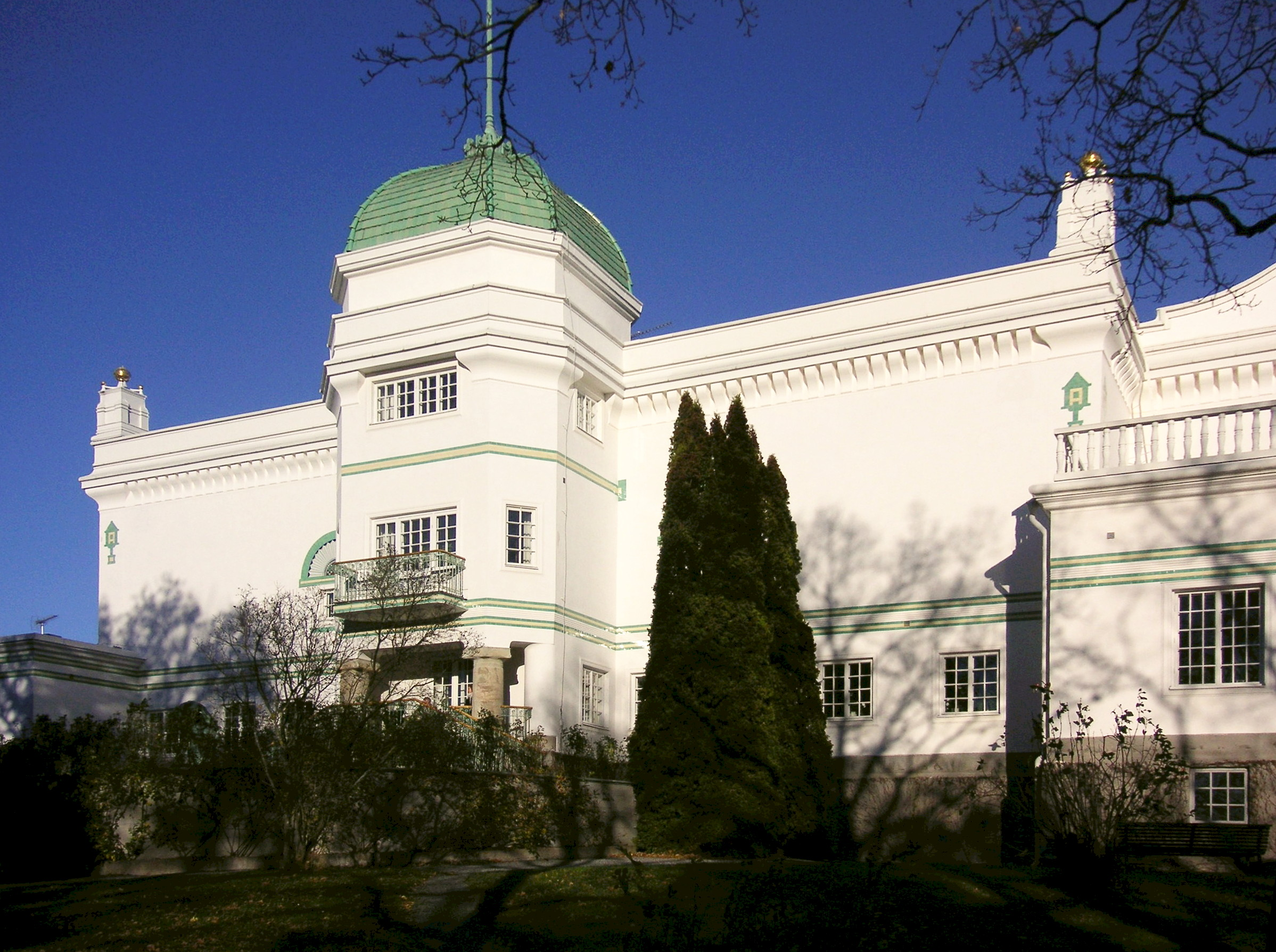
Южный фасад
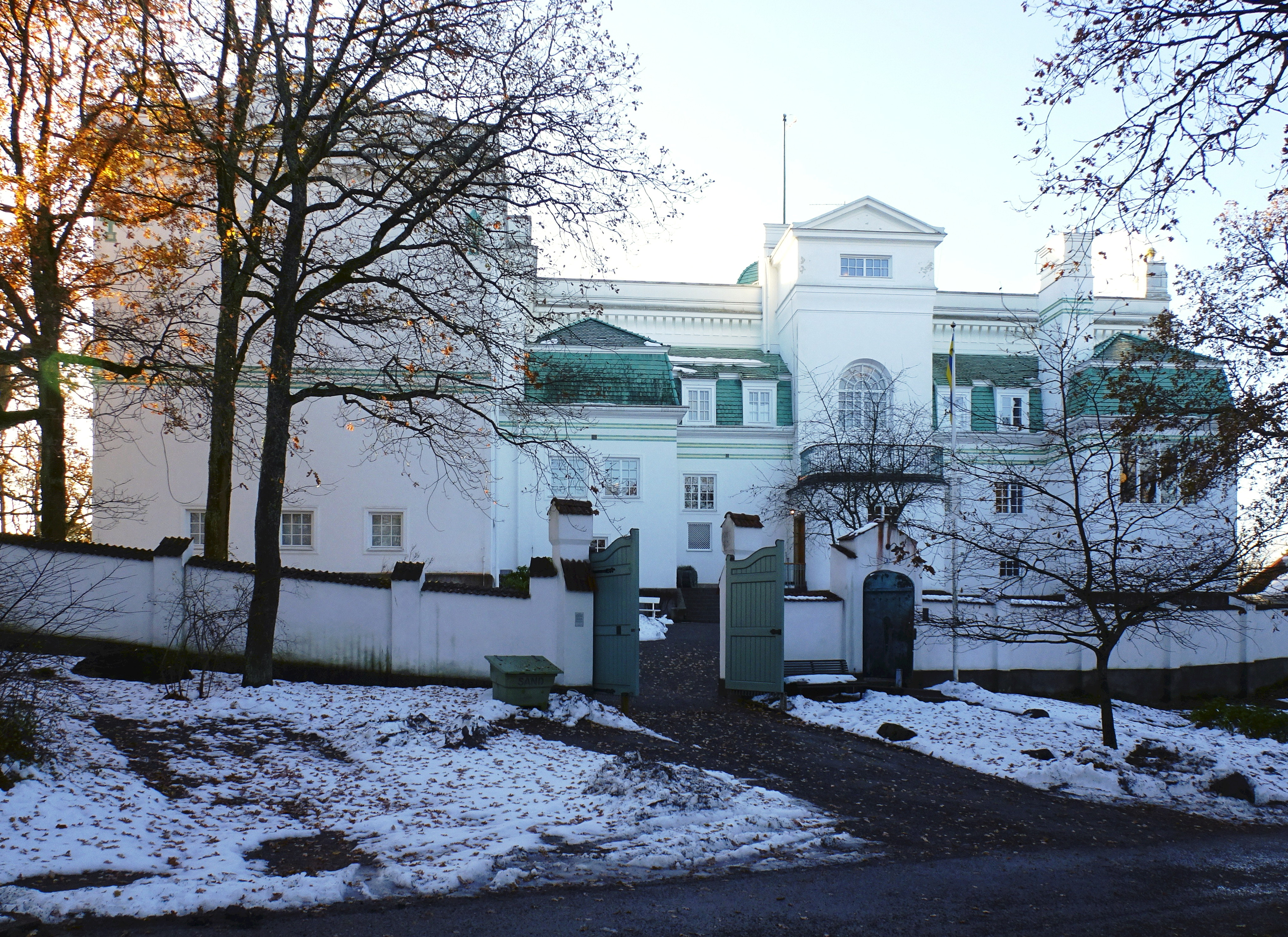
Вход в галерею
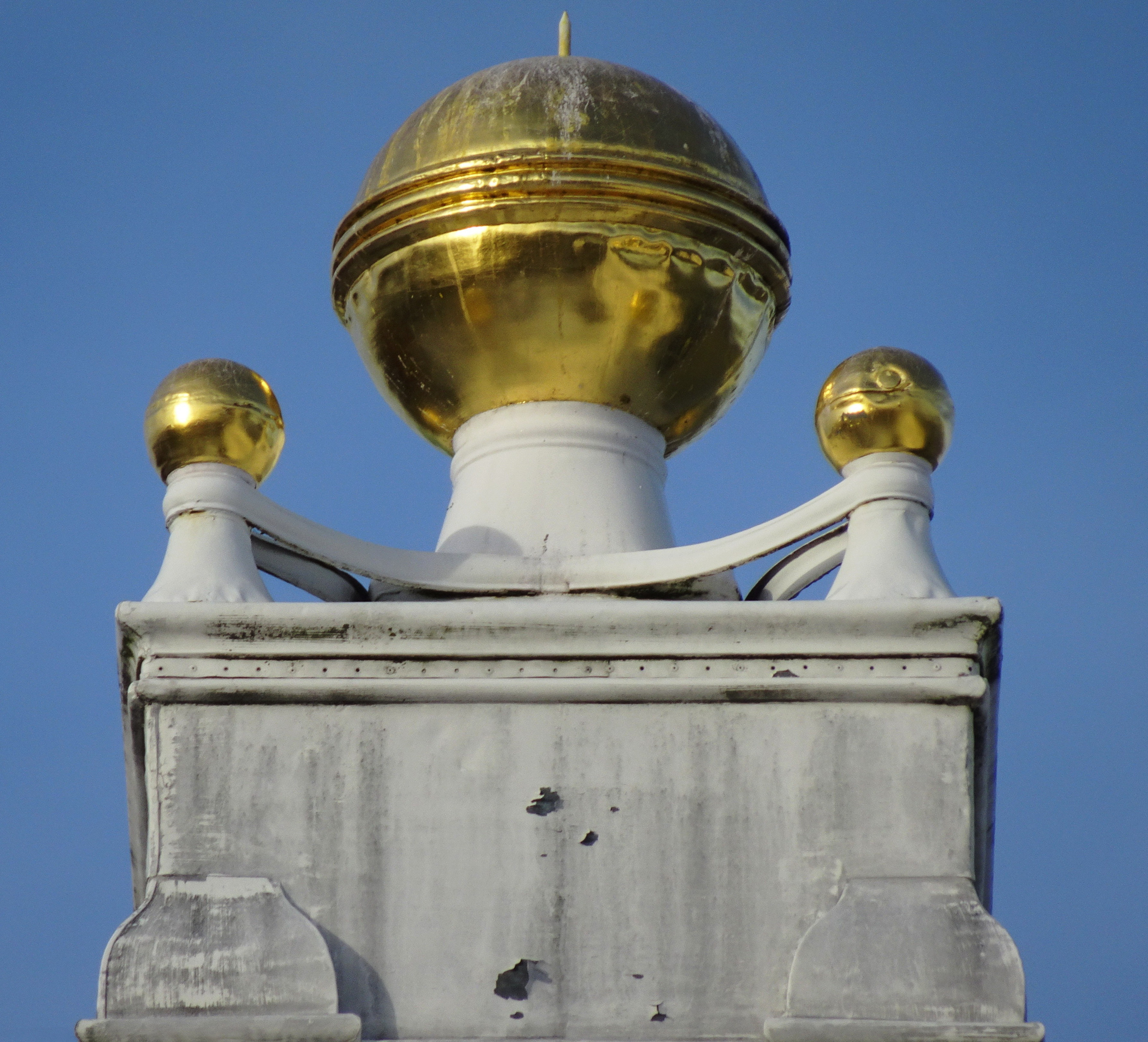
Деталь фасада

## История

### Создание коллекции

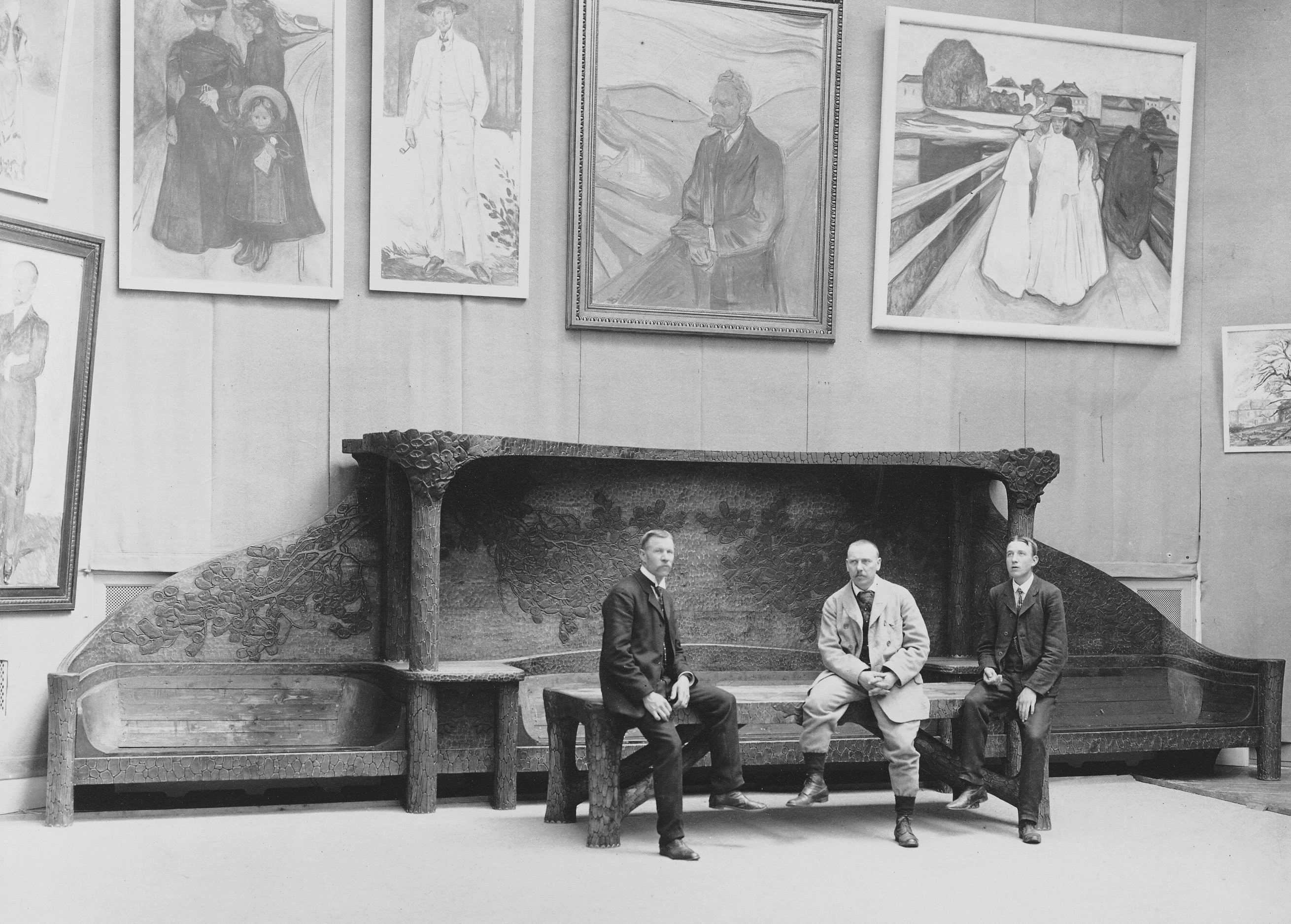
Монументальный мебельный комплект «Диван Фьестад» (1908).

Когда Эрнест Тиль переехал в свою девятикомнатную квартиру на Страндвэген в Стокгольме, в 1896 году он приобрёл свою первую картину большого формата — «Утреннее настроение у моря» Бруно Лильефорса, написанную маслом, размером 119 x 209 см, которая стоила 2 тыс. крон. В конце концов, квартира на Страндвэген стала недостаточно большой для размещения всех произведений искусства, которые Тиль собрал. Нужен был новый, большой дом с местом для картин и скульптур. Тиль написал архитектору Фердинанду Бобергу, которому было поручено спроектировать новый дом: «Я хочу дом, украшенный картинами на всех стенах, он должен быть приятным, я хочу там жить».
Так была создана одна из самых значительных частных коллекций произведений искусства в Швеции, состоящая преимущественно из произведений скандинавского искусства рубежа 19-20 веков. Коллекционирование Тиля во многом основывалось на дружбе с художниками, чьи работы он приобретал. Таким образом, Тиль оказывал своим создателям финансовую поддержку. Особенно близки ему были три художника: Эжен Янссон, Карл Ларссон и Бруно Лильефорс.
В галерее Тиля представлены работы Эдварда Мунка, Дж. А. Г. Акке, Ивар Аросениус, Андерс Цорн, Густав Фьестад, Карл Нордстрем, Нильс Крюгер, Рихард Берг, Альберт Энгстрём, Эстер Альмквист, Кристиан Эрикссон, Пер Хассельберг, Юджин Янссон, Эрнст Джозефсон, Карл Фредрик Хилл, Аксель Торнеман, Август Стриндберг, Карл Ларссон, Олоф Загер-Нельсон, Вильгельм Хаммершой, Поль Гоген и Бруно Лильефорс. Одной из важнейших картин коллекции является «Балетная сцена» Тулуз-Лотрека, которую Тиль приобрел в 1916 году за 27 тыс. франков.
Среди коллекций также выделяется монументальный мебельный комплект «Диван Фьестад», созданный Густавом Фьестадом в 1907—1908 годах. Он выполнен из цельного куска. Диван был затем отправлен по частям в Стокгольм, где был собран и обит в мебельной мастерской NK. Изначально комплект состоял из дивана и стола, но позже Фьестад дополнил его четырьмя креслами в том же стиле. В галерее Тиля также хранится копия посмертной маски Фридриха Ницше, поскольку Эрнест Тиль восхищался этим философом.

### Музей

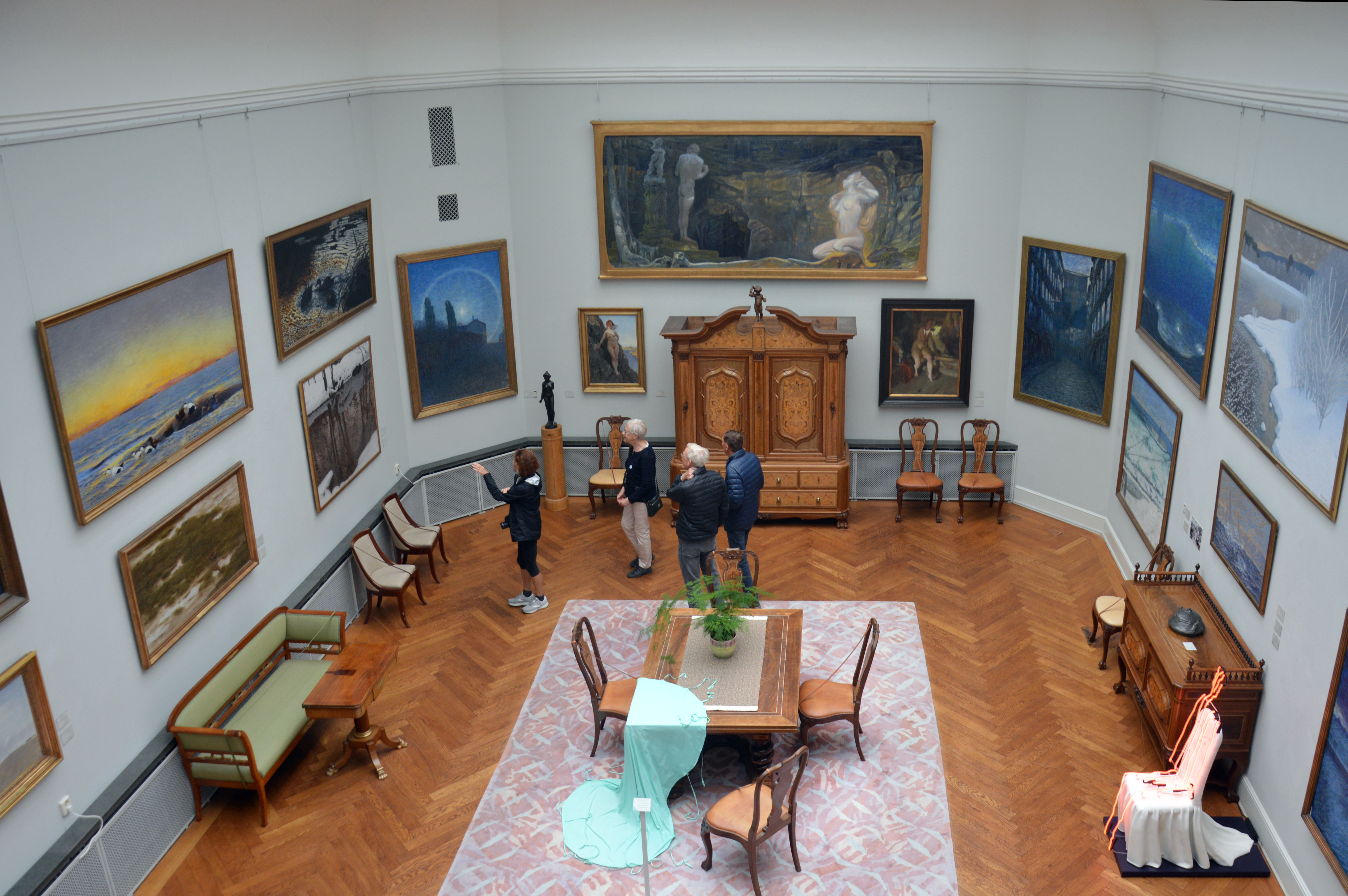
Интерьер галереи

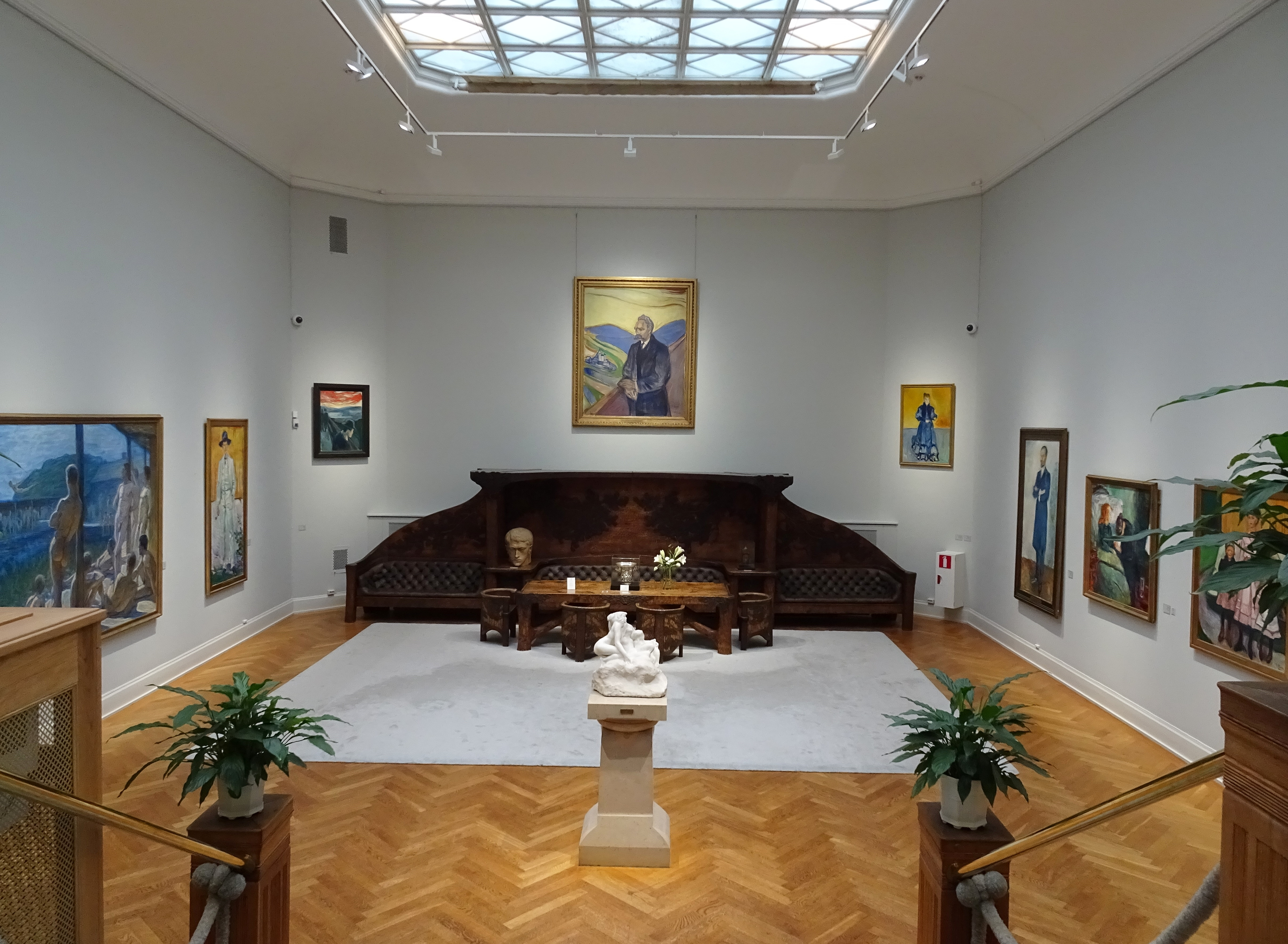
«Диван Фьестад», Густав Фьестад (1907—1908)

В начале 1920-х годов финансовое положение Эрнста Тиля ухудшилось. Он был на грани разорения, и возникла необходимость в продаже коллекции. В течение нескольких лет коллекция, которая находилась под угрозой распродажи, привлекала к себе пристальное внимание прессы. На Гётеборгской выставке 1923 года 93 работы из коллекции Тиля были представлены в павильоне газеты «Dagens Nyheter», их увидели 50 тысяч человек. В конце года часть работ была отправлена в Лондон, где они экспонировались в Королевской академии художеств. Осенью 1923 года Тиль публично объявил о продаже своей коллекции произведений искусства, но найти частного покупателя оказалось непросто. Затем он обратился к правительству и предложил коллекцию государству. Не в последнюю очередь министр торговли Рикард Сандлер, который был убеждённым сторонником народного образования, был движущей силой, которая заставила правительство принять предложение и сделать галерею Тиля государственным музеем. На заседании совета в присутствии короля 19 декабря 1924 года правительство решило, что государство приобретёт коллекцию произведений искусства Тиля, виллу Эолсудде и некоторую обстановку в доме. Цена покупки составила 1,5 млн крон (эквивалент покупательной способности в 2016 году: чуть более 40 млн крон), и одновременно 500 тысяч крон было выделено в фонд для операции покупки. Приобретение финансировалось не за счёт налоговых поступлений, а через специальную денежную лотерею. Право собственности на галерею Тиля было передано государственному фонду, созданному для этой цели, председателем которого стал принц Евгений, а заместителем председателя — шведский писатель Тор Гедберг.
Галерея Тиля открылась для публики 7 января 1925 года. Осенью 1925 года галерея была закрыта на реконструкцию и переоформление. Она вновь открылась для публики 26 января 1926 года. Тогда же был напечатан каталог художественной коллекции. Первоначально вход в галерею Тиля был бесплатным, но осенью 1926 года была введена плата в размере 25 эре.
Фонд галереи, основанный в 1924 году, владеет коллекциями произведений искусства и виллой Эолскулле, где располагается музей. Фондом руководит совет, назначаемый правительством. Ассоциация «Друзья Тильской галереи», поддерживающая галерею пожертвованиями, была основана в 1978 году.
В 1982 году здание галереи, вилла Эолскулле, было передано в дар государству в нарушение устава фонда. Когда здание принадлежало государству, им управлял Совет по государственной собственности. С 1 ноября 2021 года вилла Эолскулле вновь перешла в собственность фонда галереи, после того как частное пожертвование позволило фонду выкупить здание у государства. Земля по-прежнему принадлежит государству, управляется королевской администрацией Юргордена и сдаётся в аренду фонду.

## Галерея

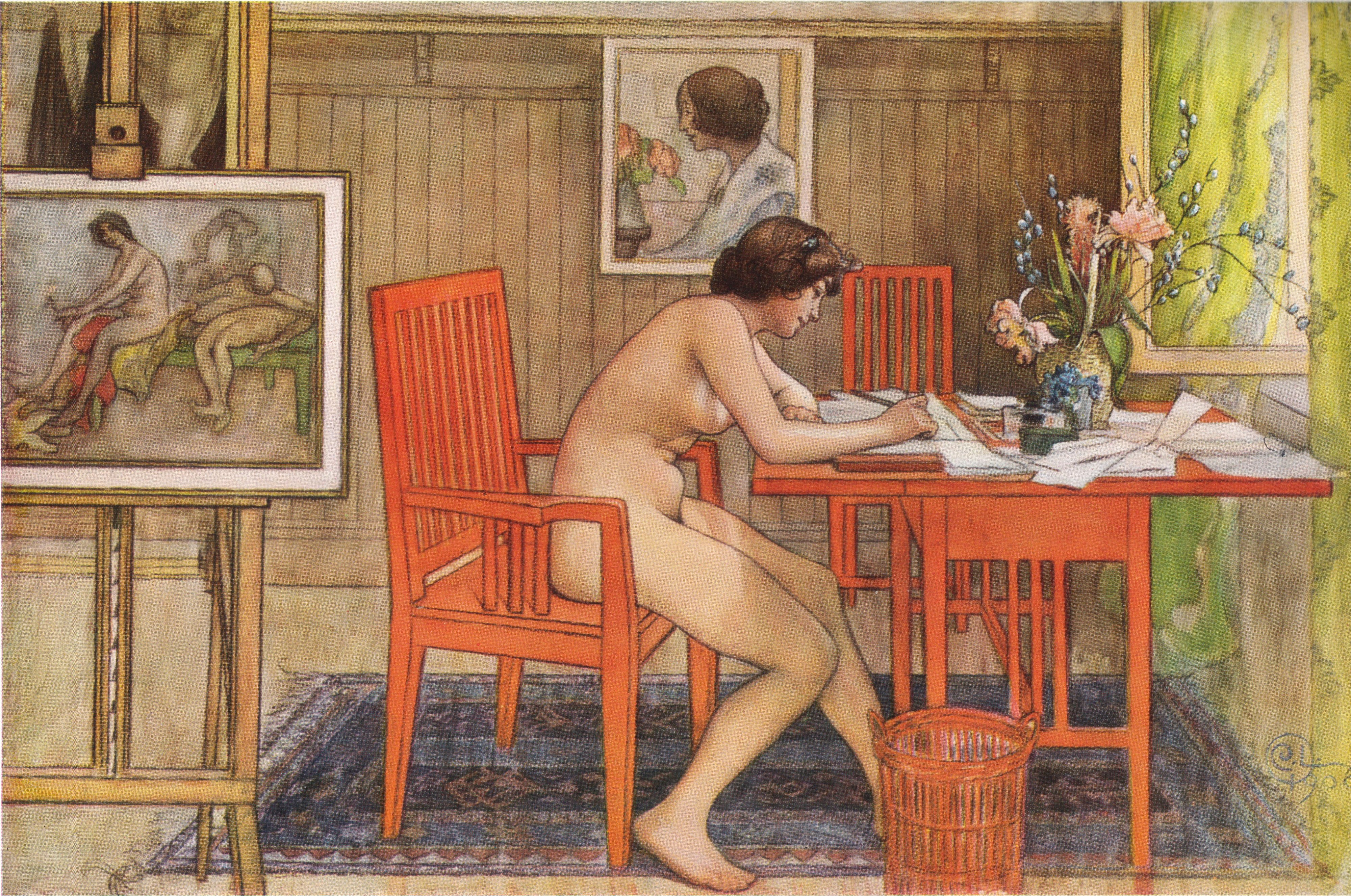
«Модель, пишущая открытку», Карл Ларссон
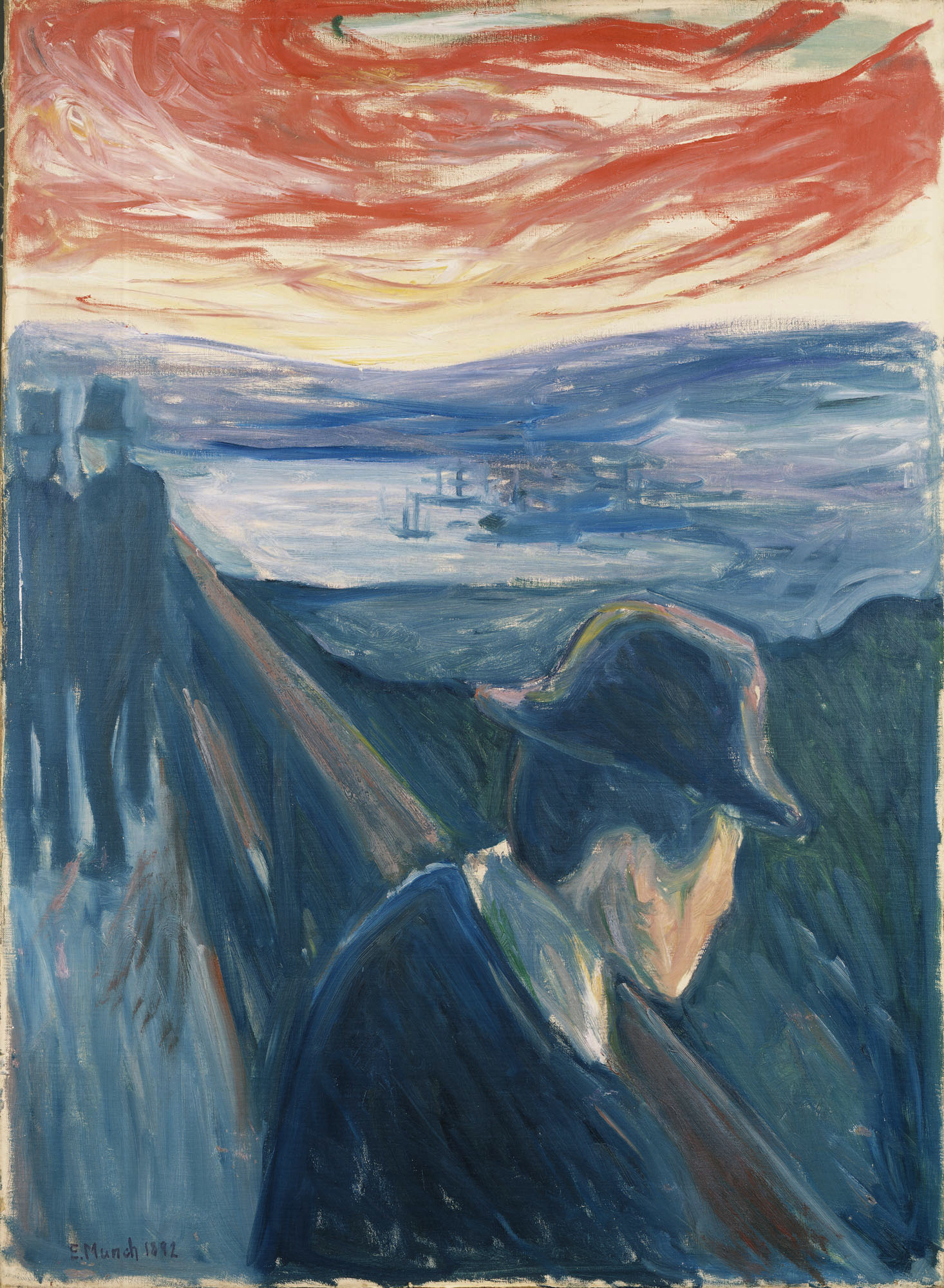
«Отчаяние», Эдвард Мунк
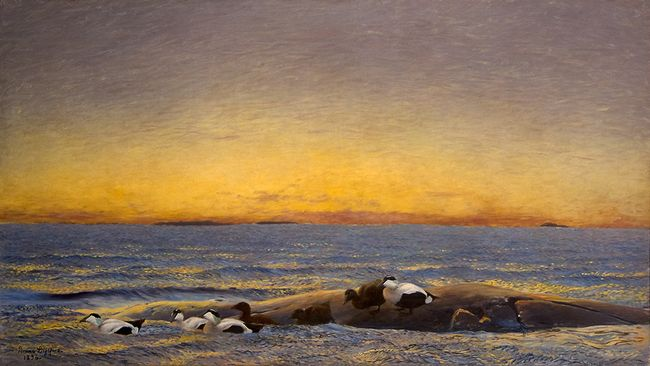
«Утреннее настроение у моря», Бруно Лильефорс
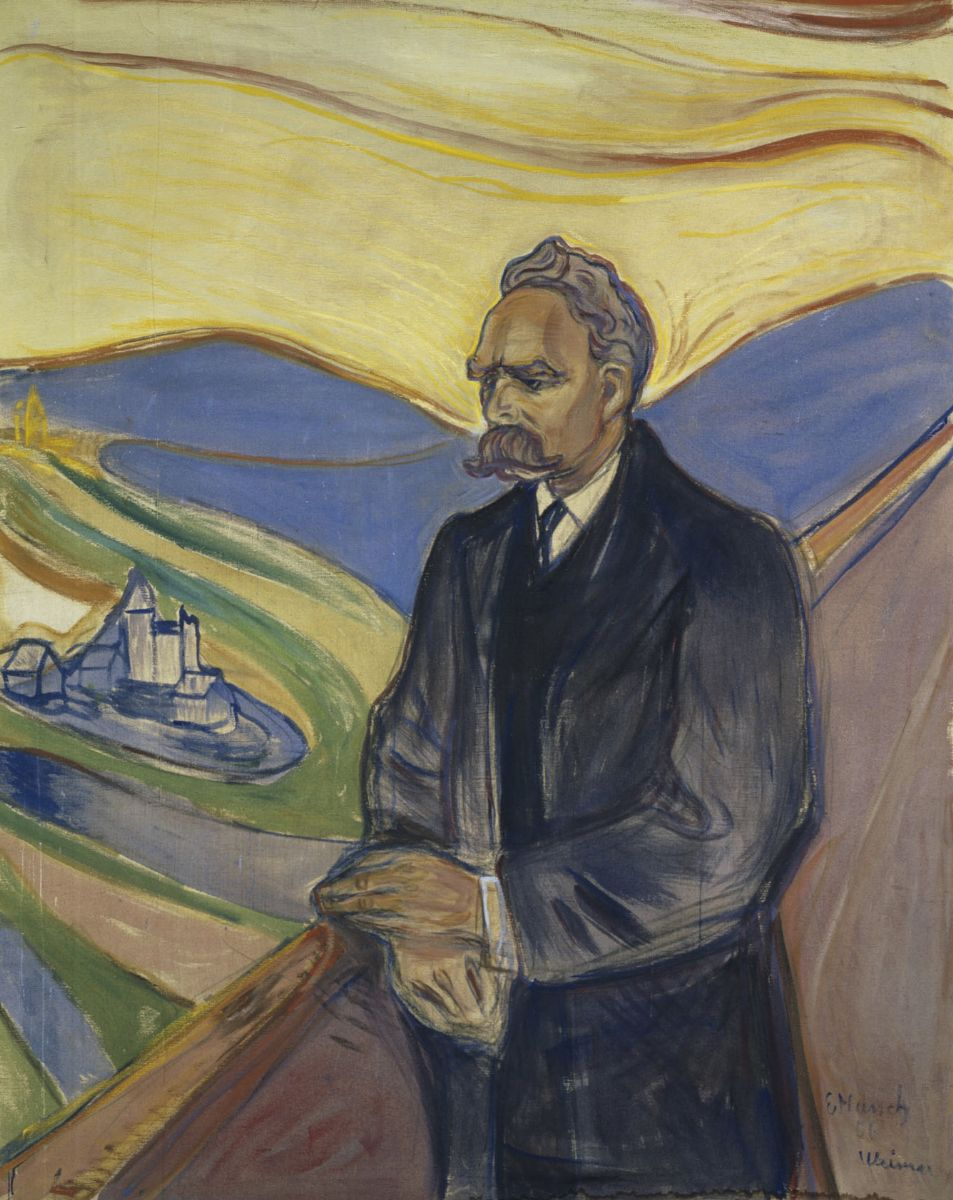
«Портрет Фридриха Ницше», Эдвард Мунк
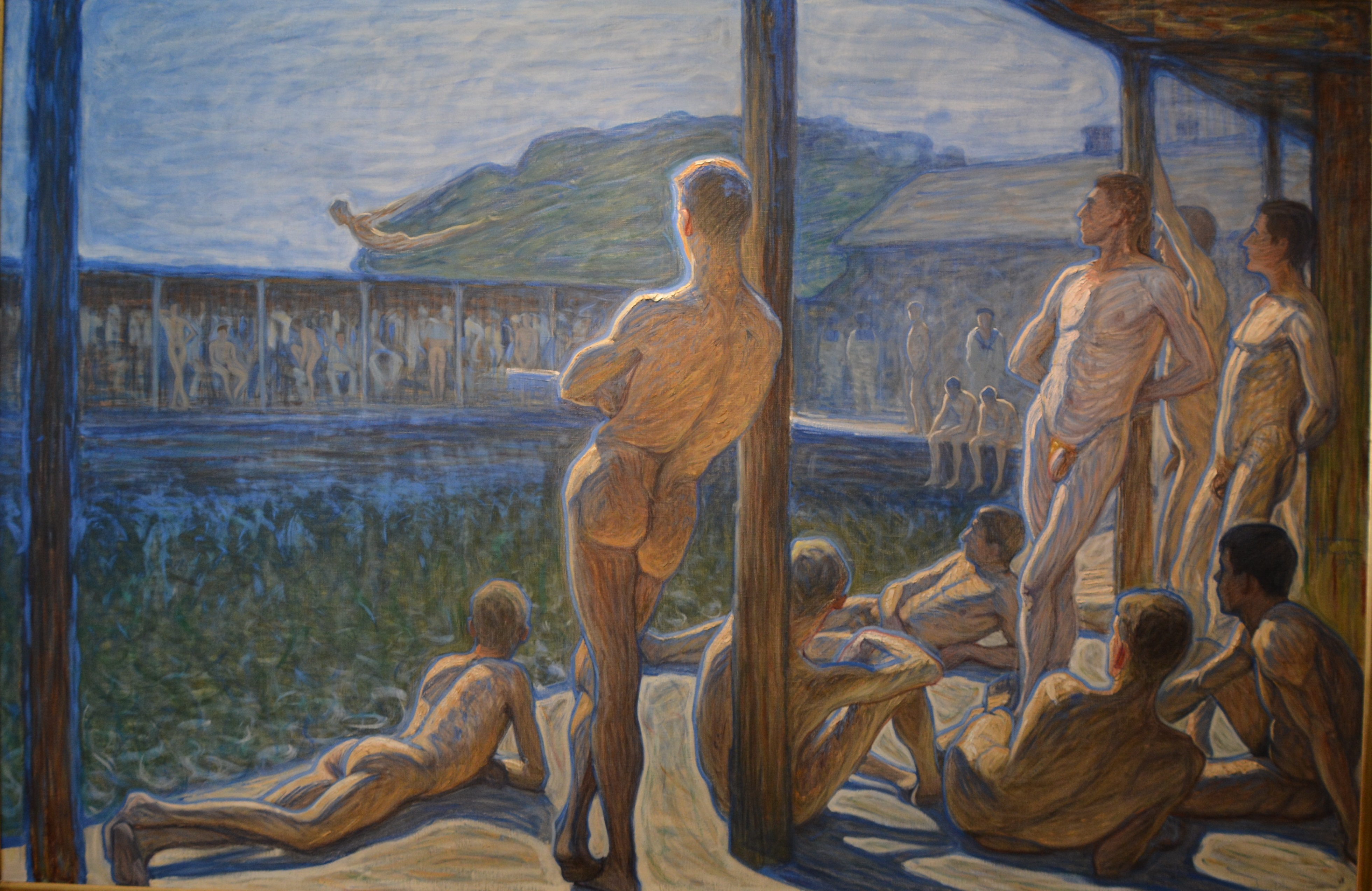
«Флотская баня», Эжен Янсон